# Ada Karmi-Melamede
Ada Karmi-Melamede (24 de dezembro de 1936, Tel Aviv) é uma arquitecta israelita.

## Prémios
- Em 2007, Karmi-Melamede foi galardoada com o Prémio Israel de arquitectura.[1][2] Seu pai, Dov Karmi, tinha recebido o mesmo prémio em 1957, e seu irmão Ram Karmi ganhou-o em 2002.
- Prémio Sandberg